# كأس نيوزيلندا 1973
كأس نيوزيلندا 1973 (بالإنجليزية: 1973 Chatham Cup)‏ هو موسم من كأس نيوزيلندا. فاز فيه نادي يونيفرستي ماونت ولينغتون.